# J. Dennis Washington
John Dennis Washington (* 23. Juni 1945 in Santa Monica, Kalifornien) ist ein US-amerikanischer Filmarchitekt.

## Leben
Washington hatte bereits Architektur zu studieren begonnen, als er zur Produktionsfirma MGM ging, wo man ihn als Filmausstatter einstellte. Drei Jahre lang war er für dieses Studio tätig, ehe er sich als Ausstatter selbständig machte und bei dem Drama Der Tag der Heuschrecke erstmals – allerdings ungenannt – auch beim Entwurf der Filmbauten mitwirken durfte.
1977 begann der Kalifornier seine Tätigkeit als einfacher Architekt (art director), bei John Hustons Kriegs-, Ausbruchs- und Fluchtdrama Flucht oder Sieg debütierte Washington 1980 als allein verantwortlicher Chefarchitekt (production designer). Für die letzten beiden Inszenierungen dieses Meisterregisseurs, Die Ehre der Prizzis und Die Toten, sorgte Washington gleichfalls für den szenenbildnerischen Look. Fortan entwarf er die Bauten zu einer Reihe von konventionellen, aber bisweilen auch recht spannenden Unterhaltungsfilmen, darunter hoch budgetierte, actionhaltige A-Produktionen wie Auf der Flucht, Das Netz und Dante’s Peak.

## Filmografie (komplett)
- 1977: Convoy
- 1979: Der elektrische Reiter (The Electric Horseman)
- 1980: Twinkle, Twinkle, Killer Kane / The Ninth Configuration
- 1980: Flucht oder Sieg (Victory)
- 1981: Rocky III – Das Auge des Tigers (Rocky III)
- 1982: Ein Sprung in der Schüssel (Hysterical)
- 1983: Sein oder Nichtsein (To Be or Not to Be)
- 1983: Der Chaos-Express (Finders Keepers)
- 1984: Die Ehre der Prizzis (Prizzi’s Honor)
- 1985: Stand by Me – Das Geheimnis eines Sommers (Stand by Me)
- 1986: Alfred Hitchcock zeigt (Fernsehreihe, 2 Episoden)
- 1986: No Way Out – Es gibt kein Zurück (No Way Out)
- 1987: Die Toten (The Dead)
- 1987: Saigon – Der Tod kennt kein Gesetz (Off Limits / Saigon)
- 1988: Ein himmlischer Liebhaber (Chances Are)
- 1990: Das andere Ich (Another You)
- 1991: Weiße Jungs bringen’s nicht (White Men Can’t Jump)
- 1992: Ohne Ausweg (Nowhere to Run)
- 1993: Auf der Flucht (The Fugitive)
- 1993: Angels – Engel gibt es wirklich! (Angels in the Outfield)
- 1994: Sprachlos (Speechless)
- 1995: Das Netz (The Net)
- 1996: High School High
- 1996: Dante’s Peak
- 1997: Paulie – Ein Plappermaul macht seinen Weg (Paulie)
- 1998: Wehrlos – Die Tochter des Generals (The General’s Daughter)
- 1999: Thirteen Days
- 2001: Das Haus am Meer (Life as a House)
- 2002: Dark Blue
- 2004: Twisted – Der erste Verdacht (Twisted)
- 2005: Mit Herz und Hand (The World’s Fastest Indian)
- 2006: Big Love (Fernsehserie, Pilotfolge)
- 2007: Shooter
- 2007: Die Vorahnung (Premonition)
- 2008: Blue Blood (Fernsehfilm)
- 2010: The Resident
- 2011: Pakt der Rache (Seeking Justice)
- 2013: Nebraska
- 2014: The Bag Man
- 2015: Exit Strategy (Fernsehfilm)
- 2016: Term Life – Mörderischer Wettlauf (Term Life)